# Batrachochytrium dendrobatidis
Batrachochytrium dendrobatidis (/bəˌtreɪkoʊˈkɪtriəm ˈdɛndroʊbətaɪdɪs/ bə-TRAY-koh-KIT-ree-əm DEN-droh-bə-ty-dis), còn được gọi là Bd hoặc amphibian chytrid fungus, là một loại nấm gây bệnh chytridiomycosis ở động vật lưỡng cư.